# Hilana Sedarous
Hilana Sedarous, född 1904, död 1998, var en egyptisk läkare.
Hon blev 1930 sitt lands första kvinnliga läkare. Hon var kristen kopt.